# Néjib Belkhodja
Pour les autres membres de la famille, voir Famille Belkhodja.
 (janvier 2021).
Si vous disposez d'ouvrages ou d'articles de référence ou si vous connaissez des sites web de qualité traitant du thème abordé ici, merci de compléter l'article en donnant les références utiles à sa vérifiabilité et en les liant à la section « Notes et références ».
Néjib Belkhodja (arabe : نجيب بلخوجة), né le 25 novembre 1933 à Tunis et décédé le 8 mai 2007, est un peintre tunisien de mère néerlandaise[réf. nécessaire].

## Biographie
Il étudie à l'École des beaux-arts de Tunis.
Il commence à exposer son travail artistique en 1956 et expose en solo en Tunisie ; il reçoit la même année le Prix municipal de Tunis au Salon international[Quoi ?]. Il poursuit aussi sa carrière en France et au Maroc ; il participe à de nombreuses expositions collectives à travers le monde, comme en Tunisie, au Royaume-Uni, en France, en Égypte, en Allemagne de l'Ouest et aux États-Unis. Il remporte la médaille d'or[Quoi ?] en Italie en 1964 et en Égypte en 1968. Toujours en 1968, il obtient le prix national pour la peinture de la Cité internationale des arts de Paris. En 1991, il organise une exposition à Tunis avec la peintre irakienne Dia Azzawi.
Belkhodja se distingue par une approche particulière de l'architecture traditionnelle de la médina de Tunis, où il est né et a vécu une large partie de sa vie, d'où le succès de ses œuvres et de ses tableaux qui portent la marque d'une spécificité et d'une authenticité de l'art tu nisien moderne.
Après sa mort, la Fédération tunisienne des arts plastiques lui rend hommage en créant le Prix Néjib Belkhodja des arts plastiques, décerné chaque année à des nouveaux talents tunisiens et étrangers, au musée de la ville de Tunis, lors de l'exposition annuelle de la fédération.